# Diplocentrus tehuacanus
Espèce
Synonymes
- Diplocentrus keyserlingi tehuacanus Hoffmann, 1931

Diplocentrus tehuacanus est une espèce de scorpions de la famille des Diplocentridae.

## Distribution
Cette espèce est endémique du Mexique. Elle se rencontre au Puebla vers Tehuacán et Acatlán, en Oaxaca vers Santiago Chazumba, au Guerrero vers Taxco et Iguala et au Morelos vers Amacuzac.

## Description
Le mâle décrit par Francke en 1977 mesure 54,95 mm et la femelle 45,10 mm.

## Systématique et taxinomie
Cette espèce a été décrite sous le protonyme Diplocentrus keyserlingi tehuacanus par Hoffmann en 1931. Elle est élevée au rang d'espèce par Francke en 1977.

## Étymologie
Son nom d'espèce lui a été donné en référence au lieu de sa découverte, Tehuacán.

## Publication originale
- Hoffmann, 1931 : Monografias para la Entomologia Medica de Mexico. Monografia num. 2. Los Scorpiones de Mexico. Primera parte Diplocentridae, Chactidae, Vejovidae. Anales del Instituto de Biologia Mexico, vol. 2, no 4, p. 291-408.